# Nembrotha purpureolineata
Nembrotha purpureolineata is een slakkensoort uit de familie van de Polyceridae. De wetenschappelijke naam van de soort is voor het eerst geldig gepubliceerd in 1924 door O'Donoghue.